# TOI-530 b
TOI-530 b (также известный под обозначением TIC 387690507 b) — подтверждённый Горячий юпитер, вращающийся вокруг красного карлика TOI-530. Экзопланета расположена примерно в 481,74 световых лет (137,7 парсек) от Земли.

## Общие данные

### Масса, радиус и температура
TOI-530 b — это горячий юпитер, экзопланета, радиус и масса которой больше, чем у Урана и Нептуна, но меньше, чем у Юпитера. Планета имеет температуру поверхности 565 К (292 °С). Её предполагаемая масса составляет около 0,4 масс Юпитера, а радиус — 0,83 радиусов Юпитера. Эти характеристики делают его аналогом Юпитера но более горячим, поэтому его называют «горячим юпитером».

### Родительская звезда
TOI-530 b вращается вокруг красного карлика по имени TOI-530, вокруг которой вращаются в общей сложности одна планета. Звезда имеет массу 0,53 масс Солнца и радиус 0,54 радиусов Солнца. Звезда имеет температуру 3659 К. Для сравнения, у Солнца температура поверхности 5778 К. Видимая звёздная величина звезды, или насколько она яркая с Земли, составляет 15,4. Поэтому TOI-530 слишком тусклый, чтобы его можно было увидеть невооружённым глазом.

### Орбита
TOI-530 b вращается вокруг родительской звезды примерно с 4,9 % светимости Солнца. Период обращения составляет 6,3876 дня на расстоянии в 0,052 а.е.